# Double Frappe (film)
Pour les articles homonymes, voir Double frappe (général).
Double Frappe (Double Tap) est un film policier américain réalisé par Greg Yaitanes en 1997.

## Résumé
Katherine, agent FBI infiltrée dans les milieux de la drogue, voit son travail d'approche anéanti par un mystérieux tueur, Cypher, qui signe d'une "double frappe" et d'une patte de lapin ; elle essaie de s'en approcher, pour savoir qui est derrière. Mais ce tueur lui est bien sympathique, car il semble avoir des principes et une histoire bien triste. Amoureuse, va-t-elle rester fidèle à son devoir ?

## Commentaires
De nombreux effets de montage : discontinuités, superpositions d'images.

## Fiche technique
- Scénario : Erik Saltzgaber, Alfred Gough, Miles Millar
- Production : Gilbert Adler (en), Alan B. Bursteen, Alexander B. Collett, Dan Cracchiolo, Richard Donner, J. Mills Goodloe, Damon Lee, F.A. Miller, Steve Richards, Alan Schechter, Joel Silver, Ed Tapia pour Cypher Productions Inc. et Decade Pictures
- Musique : Moby
- Photographie : John Peters
- Montage : Anthony Adler
- Durée : 87 min
- Pays :  États-Unis
- Langue : anglais
- Couleur
- Son : Dolby
- Classification : USA : R (violence, sexe, grossièreté de langage, usage de drogue)
- Dates de sortie : 
  -  États-Unis : 5 septembre 1997
  -  Japon : 2 mai 1998
  -  Royaume-Uni : juillet 1998
  -  Finlande : 1999

## Distribution
- Stephen Rea : Cypher
- Heather Locklear : Katherine Hanson
- Peter Greene : Nash
- Mykelti Williamson : Hamilton
- Kevin Gage : Burke
- Robert Lasardo : Rodriguez
- Richard Edson : Fischer
- A Martinez : Escobar
- Greg Collins : Nunns
- Doug Kruse : Leer
- Michael Paul Chan : Fung Suk
- Terrence Howard : Ulysses
- Gene LeBell : Wallace
- Kimber Sissons : stripteaseuse
- Marlena : serveuse
- Vivian Bernal : compagne d'Ulysses
- Tiffany Friddle : Eve